# اسون اووک (کارولینای جنوبی)
اسون اووک(به انگلیسی: Seven Oaks) شهری در ایالت کارولینای جنوبی کشور ایالات متحده آمریکا است که جمعیت آن در سرشماری سال ۲۰۱۰ میلادی، ۱۵٬۱۴۴ نفر بوده‌است.